# Kappelhof (Nennslingen)
Kappelhof ist ein Wohnplatz im Markt Nennslingen im Landkreis Weißenburg-Gunzenhausen (Mittelfranken, Bayern). Kappelhof liegt in der Gemarkung Nennslingen.

## Lage
Kappelhof liegt östlich des Nennslinger Ortskerns in der Gemarkung Nennslingen an der Gersdorfer Straße und am Kappelweg.

## Geschichte
Kappelhof ist erstmals 1692 indirekt erwähnt als Hof bei „St. Leonhard bey Nenßling“. 1719 erscheint er als „Capelhof“. Er gehörte bis zum Ende des Heiligen Römischen Reiches dem Schenk von Geyern.
Im neuen Königreich Bayern (1806) wurde aus dem Ort Nennslingen mit der Einöde Kappelhof, aus der Einöde Gutzenmühle, der – 1843 abgebrannten und nicht wieder aufgebauten – Einöde Kohlmühle (Kolbenmühle) sowie den Einöden Panzermühle, Schwabenmühle und Steinmühle 1808 der Steuerdistrikt Nennslingen gebildet, der 1809 dem Landgericht Raitenbuch, 1812 als Gemeinde dem Landgericht Greding und 1857 dem Landgericht und Rentamt (später Bezirksamt, schließlich – zusammen mit Gunzenhausen – Landkreis) Weißenburg zugeordnet wurde.
Bis mindestens 1885 wurde Kappelhof als Ortsteil der Gemeinde Nennslingen geführt. Ab spätestens 1900 wird Kappelhof nicht mehr als eigener Ortsteil geführt.

### Einwohnerentwicklung
- 1818: 10 (1 „Feuerstelle“, 2 Familien)[7]
- 1840: 10[8]
- 1861: 5 (2 Gebäude)[9]
- 1871: 7 (2 Gebäude)[10]
- 1875: 8[11]
- 1885: 7 (2 Wohngebäude)[12]